# String Skipping
String Skipping ist die aus dem Englischen übernommene übliche Bezeichnung für das Überspringen mehrerer Saiten beim Spielen zweier direkt nacheinander klingender Noten auf der elektrischen Gitarre. Der Begriff ist im Zusammenhang mit dem Spielen der klassischen, Flamenco- oder Westerngitarre eher unüblich.

## Technik
Der Anspruch des String Skippings besteht darin, bei hohem Spieltempo sauber die gewünschten Saiten zu treffen, die im Gegensatz zum normalen Wechselschlag auf einer Saite eine höhere Distanz zueinander haben. Dabei muss mit dem Plektrum eine verhältnismäßig große Strecke z. B. zwischen der sechsten und der dritten Saite überwunden werden, was an sich einem hohen Tempo widerspricht und das String Skipping zu einer schwierigen Technik macht.
Das String Skipping eignet sich gut zum Erzeugen großer Intervalle, ohne bei der Greifhand die Lage massiv ändern zu müssen.

## Virtuose Interpreten
Ein Meister des String Skippings war der verstorbene E-Gitarrist Shawn Lane. Paul Gilbert ist ein weiterer E-Gitarren Virtuose der in seinen Gitarrensolos öfters String Skipping Arpeggios einsetzt.